# Guatteria petiolata
Guatteria petiolata este o specie de plante angiosperme din genul Guatteria, familia Annonaceae, descrisă de Robert Elias Fries. Conform Catalogue of Life specia Guatteria petiolata nu are subspecii cunoscute.